# (35396) 1997 XF11
(35396) 1997 XF11 est un astéroïde Apollon mesurant environ 1,6 kilomètre de diamètre.
Il a été découvert le 6 décembre 1997 par James V. Scotti, membre du projet Spacewatch de l'université de l'Arizona.
Le 12 mars 1998, un communiqué de l'Union astronomique internationale annonce que l'objet approchera la Terre en octobre 2028 à une distance prévue entre 60 000 et 1 million de kilomètres. Cette annonce déclenche une frénésie médiatique.
Le lendemain, le Jet Propulsion Laboratory annonce que, au vu de nouvelles observations, la probabilité d'impact est quasi nulle[évasif].
(35396) 1997 XF11 passera à une distance de 960 000 kilomètres de la Terre le 26 octobre 2028.
Il s'approchera à 650 000 km de la Lune.
Son orbite va d’un point situé près de l'orbite de Vénus jusqu'à la ceinture d'astéroïdes. Un tour complet autour du Soleil lui prend 1,73 année terrestre.